# Ovčáry (powiat Mielnik)
Ovčáry – wieś i gmina w Czechach, w powiecie Mielnik, w kraju środkowoczeskim. Według danych z dnia 1 stycznia 2013 liczyła 438 mieszkańców.